# Cicada (2020)
Cicada ist ein Filmdrama von Matthew Fifer und Kieran Mulcare, das im August 2020 beim Outfest Los Angeles seine Premiere feierte und Ende Oktober 2021 in die US-Kinos kam. Fifer spielt in dem semi-autobiografischen Film zudem Ben, der den ebenfalls traumatisierten Schwarzen Sam kennenlernt. Dieser wird von Sheldon D. Brown gespielt, der ebenso von ihm Erlebtes in das Drehbuch einbrachte. Der Film basiert somit auf einer Kombination ihrer beiden Erfahrungen.

## Handlung
Im Sommer 2013 in New York City. Ben hat seiner Mutter endlich gesagt, dass er bisexuell ist. Er verbringt seine Tage und Nächte damit, mit jedem und jeder Sex zu haben, der oder dem er auf der Upper East Side über den Weg läuft und ihm gefällt. Als er eines Tages den großen und gutaussehenden Schwarzen Sam trifft, der trotz des leidenschaftlichen Sex, den sie miteinander haben, sein Schwulsein in der Öffentlichkeit nicht zeigen und auch nicht Händchen halten will, beginnen die beiden etwas Festes.
Ben wurde als Kind sexuell missbraucht. Er leidet unter chronischer Übelkeit, muss sich öfter erbrechen und hat Schluckbeschwerden, besonders, wenn er in den Nachrichten etwas über den Prozess gegen den ehemaligen Football-Trainer Jerry Sandusky hört. Daher stattet Ben auch regelmäßig seinem Arzt Dr. Dragone Besuche ab oder wendet sich an seine Therapeutin Sophie. Er gibt schließlich auch Sam gegenüber zu, dass er als Kind sexuell missbraucht wurde, auch wenn es ihm schwerfällt, von dem Erlebten zu erzählen.
Zwar begegnet Sam dem Leben mit Leichtigkeit und seinem ganz besonderen Humor, doch auch er muss mit einem Trauma leben, seit er von einem Fremden auf offener Straße angeschossen wurde. Zudem ist es für ihn nicht leicht, seine Hautfarbe und seine Sexualität in Einklang zu bringen, die er vor Familie und Kollegen verbirgt. Er will sich nicht outen, da er als schwarzer, schwuler Mann mit einer sehr religiösen Familie bereits genug Probleme hat. Bens Mutter Debbie und seine Schwester Amber haben sein Coming-out akzeptiert, daher ermutigt Ben Sam, es ihm gegenüber seinem Vater gleichzutun, doch er vermutet, der werde nicht so reagieren wie Bens Familie.

## Produktion
Regie führten Matthew Fifer und Kieran Mulcare. Es handelt sich für beide um ihr Spielfilmdebüt. Fifer spielt im Film zudem Ben und schrieb auch das Drehbuch. Der überwiegend als Theaterschauspieler arbeitende Sheldon D. Brown spielt seinen neuen Freund Sam, Scott Adsit seinen Arzt Dr. Dragone und Cobie Smulders seine Therapeutin Sophia. Sandra Bauleo ist in der Rolle von Bens Mutter Debbie zu sehen, Jazmin Grace Grimaldi spielt seine Schwester Amber. Michael Potts übernahm die Rolle von Sams Vater Francis.
Fifer litt ein Jahr lang unter Depressionen, lebte zu dieser Zeit bei seinen Eltern und durchlief eine Therapie, als er mit dem Schreiben des Drehbuchs begann. Im Februar 2018 holte er Sheldon ins Boot. Nachdem Fifer zwei Monate später erfuhr, dass Brown angeschossen wurde, sich im Krankenhaus aufhält, Krücken zum Laufen benötigt und nicht sicher war, ob er für die Dreharbeiten wieder fit ist, hatte Fifer ihn gefragt, ob er die Geschichte in den Film einbauen dürfe. Brown wurde am 8. April 2018 auf der Straße aus einem Auto heraus nach dem Weg zu einer Party gefragt, als die Insassen plötzlich auf ihn schossen. So überarbeitete Fifer die ursprünglich auf Ereignissen seines Lebens basierende Geschichte und nahm das Trauma Browns mit auf. Im Juni 2018, nach Browns Entlassung aus dem Krankenhaus, wurden die Dreharbeiten begonnen. Bei den im Film zu sehenden Narben handelt es sich um Browns echte, die er von den Schussverletzungen davontrug. Brown sagte über die von ihm gespielte Figur, die sich mit ihrer Sexualität sehr unwohl fühlt: „Ich denke, schwarze Männer, insbesondere schwarze queere Männer, leben immer in einem Zustand der Unsicherheit.“ Es sei für ihn wichtig gewesen zu zeigen, wie Sam lernen muss, nicht in Angst zu leben.

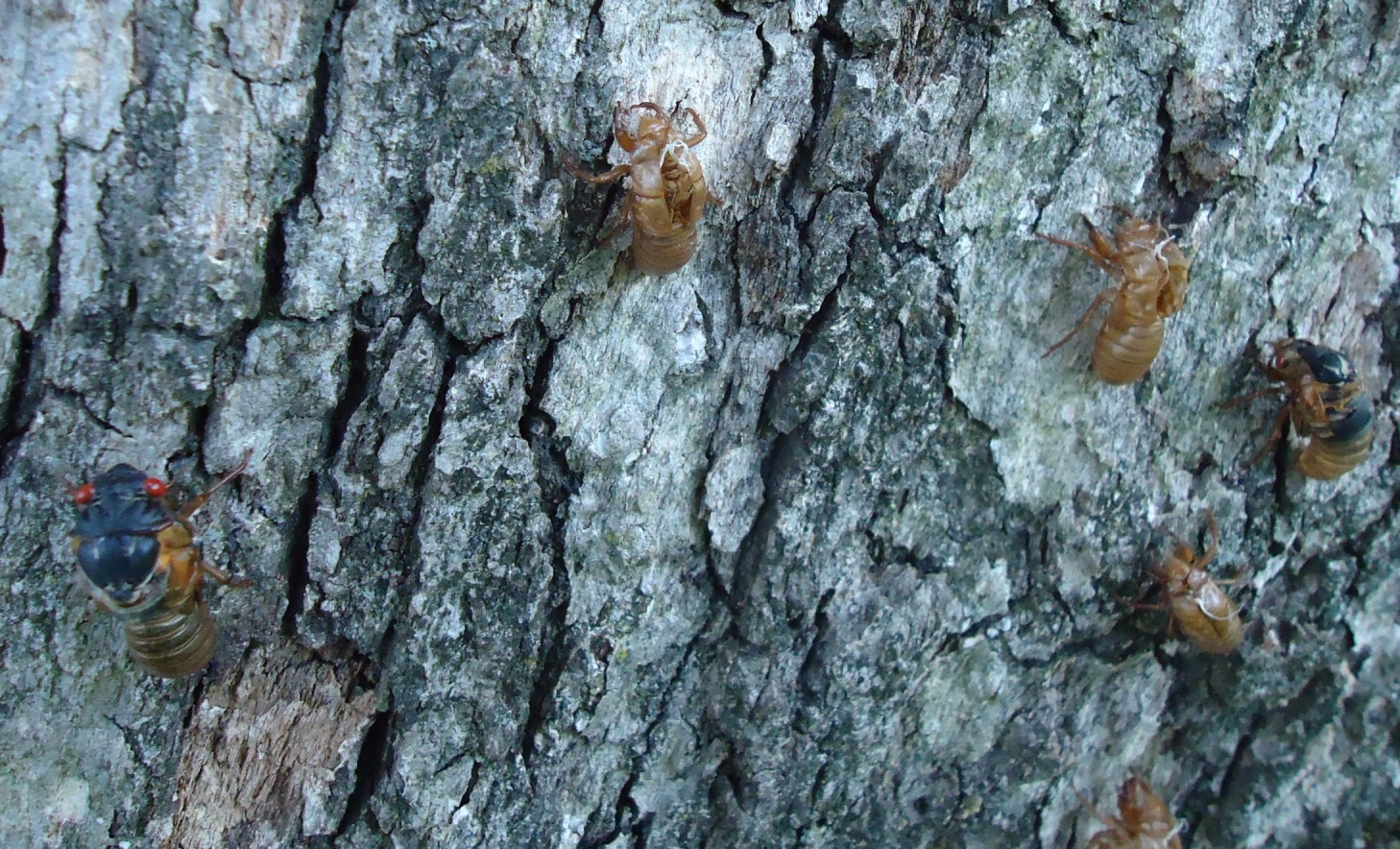
mini|hochkant=1.3 Einige Arten der titelgebenden Zikaden tauchen alle 13–17 Jahre aus ihren unterirdischen Nestern auf

Während Sams Trauma im Film infolge der erlebten Homophobie und Rassismus noch verstärkt wird, besteht Bens Trauma darin, dass er als Missbrauchsopfer noch als Erwachsener mit dem Erlebten zu kämpfen hat. Fifer betonte, es habe sich um kein Mitglied seiner Familie gehandelt, von dem er selbst missbraucht wurde, aber um jemanden, den seine Familie kannte.
Im Hintergrund des Films behandelt Fifer den Missbrauchsskandal rund um den ehemaligen Football-Trainer und langjährigen Defensive Coordinator Jerry Sandusky. Zum Filmtitel erklärte Fifer, er erinnere sich, dass er eines Tages gelesen hatte, dass es Zikaden gibt, die alle 13–17 Jahre auftauchen. Er selbst hatte sich im Alter von 17 Jahren gegenüber seiner Mutter geoutet. Das Interessante an Zikaden sei, dass nur die Männchen nachts singen, und als der Sandusky-Prozess im Juni 2013 endete, habe er nachts deren Geräusche gehört, was ihm schien, als würden alle von diesem missbrauchten Jungen schreien und endlich frei sein.
Eine erste Vorstellung erfolgte am 20. August 2020 beim unter freiem Himmel stattfindenden Outfest Los Angeles. Im September 2020 wurde er beim australischen Queer Screen Film Fest gezeigt. Ab Ende September 2020 erfolgten Vorstellungen beim Calgary International Film Festival und im Oktober 2020 beim London Film Festival. Ende April, Anfang Mai 2021 wurde er beim Sarasota Film Festival gezeigt. Im September 2021 wurde er beim Prague International Film Festival vorgestellt. Der Start in ausgewählten US-Kinos erfolgte am 29. Oktober 2021.

## Rezeption

### Kritiken
Der Film wurde von 95 Prozent aller bei Rotten Tomatoes erfassten Kritiker positiv bewertet mit durchschnittlich 7,8 von 10 möglichen Punkten.
Shaun Munro von flickeringmyth.com schreibt, obwohl aus dem Film leicht ein schmieriges Melodram hätte werden können, habe Matthew Fifer einen Film voller Naturalismus geschaffen, der größtenteils durch die Gespräche des Paares über das Leben bestimmt wird, zwei Männer, die sich gerade erst kennenlernen und hierfür viel tun müssen. Beide hätten ihren eigenen inneren Konflikt auszukämpfen. Bei Ben bestehe dieser darin, nach dem Missbrauch als Kind durch ein männliches Familienmitglied als nun schwuler Mann sein bloßes Schwulsein nicht zu einem „Triumph“ für den Täter werden zu lassen. Dennoch hat Ben das dringende Bedürfnis über seine traumatische Vergangenheit zu reden. Für Sam sind es plötzliche Geräusche, die ihn zusammenzucken lassen. So hätten beide Männer auf sehr unterschiedliche Weise mit einer posttraumatischen Belastungsstörung zu kämpfen. Munro beschreibt Cicada trotz dieser düsteren Thematik als eine ungewöhnlich offene, leichte Romanze, die voller Empathie ist und von ihren beiden überzeugenden Hauptdarstellern zum Leben erweckt wird.
Guy Lodge von Variety schreibt, Fifers Drehbuch sei am intensivsten und interessantesten, wenn er eine Verbindung zwischen den Schmerzen herstellt, die die beider Protagonisten empfinden, und damit zeige, dass die Tatsache unter einer posttraumatischen Belastungsstörung zu leiden, nicht automatisch mehr Empathie für den jeweils anderen zur Folge hat. Insbesondere in den Sexszenen des Films stecke weitaus mehr menschliche Wahrheit, als in den Szenen, die Ben mit seiner Therapeutin zeigt, die Lodge wie aus einem völlig anderen Film entnommen scheinen, was vielleicht aber auch beabsichtigt sein mag als eine Art Kommentar zu den gegensätzlichen Ansätzen der professionellen Therapie und der Selbstanalyse. Der Film sei mit diesen beiden während des Sex in der schmuddeligen Wohngemeinschaft lustvoll stöhnenden Männer, als nur ein Teil einer völlig natürlichen Klanglandschaft, ein modernes urbanes Äquivalent zum Abendgesang der Zikaden.

### Auszeichnungen
Fusion Filmfestival Oslo 2020
- Auszeichnung mit dem Publikumspreis – Best Narrative Feature (Matthew Fifer und Kieran Mulcare)[17]

Independent Spirit Awards 2022
- Nominierung für das Beste Drehbuchdebüt (Matthew Fifer und Sheldon D. Brown)[18]

NewFest: New York’s LGBT Film Festival 2020
- Lobende Erwähnung im U.S. Narrative Feature Competition[19]

Sarasota Film Festival 2021
- Nominierung im Narrative Competition[20]